# Saint-Pierre-lès-Elbeuf
 Saint-Pierre-lès-Elbeuf  es una población y comuna francesa, en la región de Alta Normandía, departamento de Sena Marítimo, en el distrito de Rouen y cantón de Caudebec-lès-Elbeuf.

## Demografía
| 82                        | 96 | 112 | 150 | 198 | 224 | 193 | 217 | 229 | 207 | 3 238 | 3 701 | 3 864 | 3 869 | 4 104 | 3 899 | 3 667 | 3 417 | 3 292 | 3 243 | 2 977 | 3 027 | 3 067 | 3 004 | 2 937 | 3 171 | 3 368 | 3 601 | 4 456 | 6 449 | 7 994 | 8 411 | 8 417 | 8 332 |
| (Fuente: INSEE y Cassini) |    |     |     |     |     |     |     |     |     |       |       |       |       |       |       |       |       |       |       |       |       |       |       |       |       |       |       |       |       |       |       |       |       |